# Bretonne (album)
Pour les articles homonymes, voir Bretonne.
Albums de Nolwenn Leroy
Le Cheshire Cat et moi
(2009) Ô filles de l’eau
(2012)
Singles
1. Suite sudarmoricaine
Sortie : 2010
2. Mná na h-Éireann
Sortie : 2010
3. La Jument de Michao
Sortie : 2010
4. Tri martolod
Sortie : 2011
5. Brest
Sortie : 2011
6. Moonlight Shadow
Sortie : 2011

Bretonne est le quatrième album studio de la chanteuse française Nolwenn Leroy, avec des arrangements réalisés par Jon Kelly.
L'album sort le 6 décembre 2010 et bénéficie d'une réédition contenant sept titres supplémentaires le 28 novembre 2011. C'est un album consacré à la musique bretonne et celtique qui a marqué Nolwenn, mêlant airs traditionnels, variété moderne en lien avec les nations celtes et standards de la musique celtique. Il comprend des chansons traditionnelles bretonnes, dont certaines ont été popularisées par Alan Stivell et Tri Yann, ainsi que des reprises de chansons plus récentes et une chanson originale, Je ne serai jamais ta Parisienne, signée Christophe Miossec.
Tout en développant une thématique et un répertoire centrés sur la Bretagne, l’album n’utilise pas nécessairement des instruments spécifiquement bretons (biniou et bombarde). L'accompagnement musical oscille entre traditionnel irlandais et folk rock.
L'album rencontre un succès important dans les pays francophones. Il reçoit un double disque de diamant par le SNEP en France, un double disque de platine en Belgique et un disque d'or en Suisse. À la suite de sa sortie dans des pays non francophones à partir de 2012, il atteint plusieurs classements internationaux en Allemagne, en Corée du Sud et aux États-Unis.
Selon Nolwenn en 2018, l'album Bretonne a dépassé le 1,5 million d'exemplaires vendus

## Genèse

### Sortie
L'album sort le 6 décembre 2010 en France, en Suisse et en Belgique. En mai 2011, il sort au Québec. Il sort en Allemagne le 20 janvier 2012 et le 31 juillet 2012 au Canada et en Corée du Sud. Initialement annoncée le 24 juillet 2012, la sortie aux États-Unis a lieu officiellement le 8 janvier 2013, accompagnée d'un concert à New York, au Drom. L'album sort au Royaume-Uni le 29 janvier 2016.

## Réception

### Réception commerciale

#### Pays francophones
L'album débute à la première place du classement des ventes physiques en France avec 21 061 exemplaires lors de la deuxième semaine de décembre 2010. Il atteint une meilleure place en numérique (4e) avec 1 993 téléchargements. Son précédent album, Le Cheshire Cat et moi, sorti en décembre 2009, était entré 26e des ventes physiques et cinquième du classement des téléchargements avec 1 005 unités. 
La chanteuse dépasse en deux semaines les ventes de cet opus en écoulant 32 998 exemplaires physiques. Elle monte ainsi à la sixième place du classement physique et à la deuxième du classement des téléchargements. L'artiste reçoit ainsi un disque d'or. Lors de la dernière semaine de l'année 2010, Bretonne atteint la cinquième place du classement physique et la quatrième du classement numérique avec 45 622 unités en tout. Le cap du disque de platine est atteint : il s'agit alors du second de la chanteuse, après Histoires naturelles en 2006. En 2010, l'opus se classe 24e du Top annuel physique mais n'atteint pas le Top 50 annuel des téléchargements,,. 
En cinq semaines, l'album atteint 200 000 ventes. Au cours de l'année 2011, il demeure sept semaines non-consécutives à la première place du top albums français. En 2011, l'album s'est vendu à 567 356 exemplaires en France, se classant 2e des meilleures ventes de l'année. En 2012, l'album est certifié double disque de diamant pour plus d'un million d'exemplaires vendus,.

#### Pays non-francophones
En Allemagne, l'album débute à la 17e place. Il s'y vend, selon le Bureau Export, à 85 000 unités en 2012.

### Réception critique et récompenses

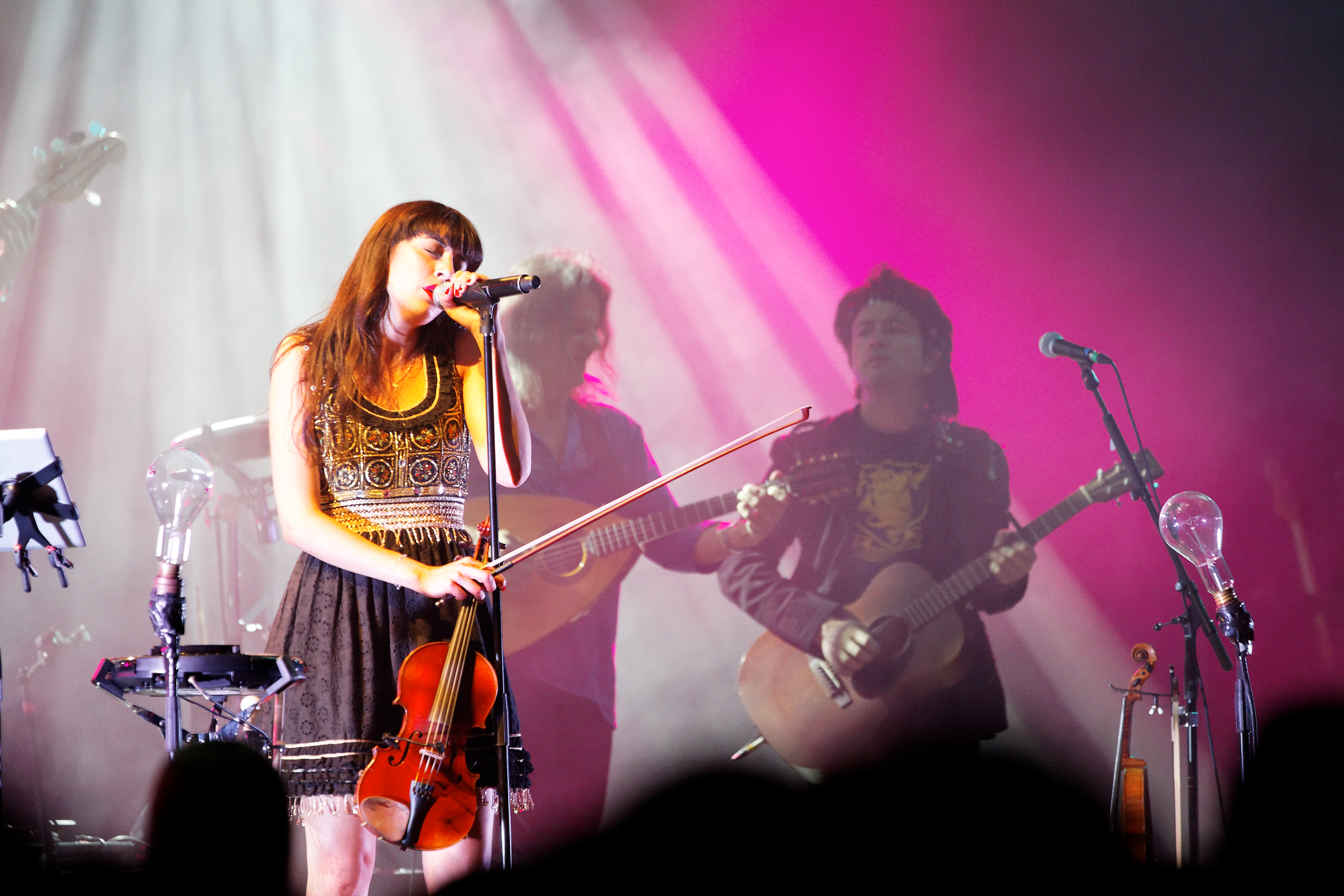
Nolwenn Leroy au Festival de Cornouaille 2011 lors de la tournée promotionnelle de l'album.

- Gagnant du grand prix du disque du Télégramme 2010.
- NRJ Music Award d'honneur (Meilleure vente d'albums francophones de l’année)[22]

## Caractéristiques artistiques

### Visuel
Le visuel de l'album est une photo de Nolwenn Leroy enfant en habit traditionnel breton. La photo fut prise à Locronan dans le Finistère, lors d'une balade avec ses parents quand elle avait trois ou quatre ans, habillée d'un costume traditionnel loué par sa mère. Elle a retrouvé cette photo chez sa grand-mère.

## Fiche technique

### Liste des morceaux

#### Album original (2010)
| 1.    | Tri martolod                     | arrangements Alan Stivell                          | Traditionnel breton, en breton                | 3:09 |
| 2.    | La Jument de Michao              | argts. Tri Yann                                    | Traditionnel breton, en français              | 2:56 |
| 3.    | Suite sudarmoricaine             | argts. Alan Stivell                                | Traditionnel breton, en breton                | 3:52 |
| 4.    | Greensleeves                     | Anonyme souvent attribué à Henri VIII d'Angleterre | Traditionnel médiéval anglais, en anglais     | 3:42 |
| 5.    | Brest                            | Miossec                                            | Variété moderne                               | 3:05 |
| 6.    | Bro gozh ma zadoù                | James James (musique), Taldir (paroles)            | Hymne national de la Bretagne                 | 2:40 |
| 7.    | Mná na h-Éireann                 | Seán Ó Riada / Peadar Ó Dornín                     | Néo-traditionnel irlandais                    | 3:30 |
| 8.    | Ma Bretagne quand elle pleut     | Jean-Michel Caradec                                | Chanson moderne folk sur la Bretagne          | 3:12 |
| 9.    | Je ne serai jamais ta Parisienne | Christophe Miossec, Didier Squiban                 | Variété moderne                               | 3:11 |
| 10.   | Karantez vro                     | Anjela Duval (paroles), Véronique Autret (musique) | Chanson en breton, de composition récente     | 3:59 |
| 11.   | Le Bagad de Lann-Bihoué          | Alain Souchon                                      | Variété moderne                               | 3:42 |
| 12.   | Dans les prisons de Nantes       | argts. Tri Yann                                    | Traditionnel québécois et breton, en français | 2:48 |
| 13.   | Rentrer en Bretagne              | Alan Stivell                                       | Chanson bretonne moderne                      | 4:29 |
| 44:53 |                                  |                                                    |                                               |      |

#### Bonus iTunes
| No  | Titre                | Auteur         | Origine | Durée |
| --- | -------------------- | -------------- | ------- | ----- |
| 14. | Sunday Bloody Sunday | The Edge, Bono |         | 3:29  |

#### Édition Deluxe (2011)
| 14.   | Moonlight Shadow   | Mike Oldfield            | Pop rock anglais                                                | 3:38 |
| 15.   | Scarborough Fair   | argts. Simon & Garfunkel | Traditionnel médiéval anglais                                   | 3:56 |
| 16.   | Whiskey in the Jar |                          | Traditionnel irlandais                                          | 3:32 |
| 17.   | Siúil A Rúin       |                          | Traditionnel irlandais                                          | 3:07 |
| 18.   | To France          | Mike Oldfield            | Pop rock anglais                                                | 2:41 |
| 19.   | Amazing Grace      |                          | Traditionnel anglais très populaire aux États-Unis              | 4:27 |
| 20.   | Dirty Old Town     | Ewan MacColl             | Chanson anglaise popularisée par le groupe irlandais The Pogues | 2:59 |
| 24:20 |                    |                          |                                                                 |      |

### Personnel
- Production : Jon Kelly
- Accordéon : Eddie Hession

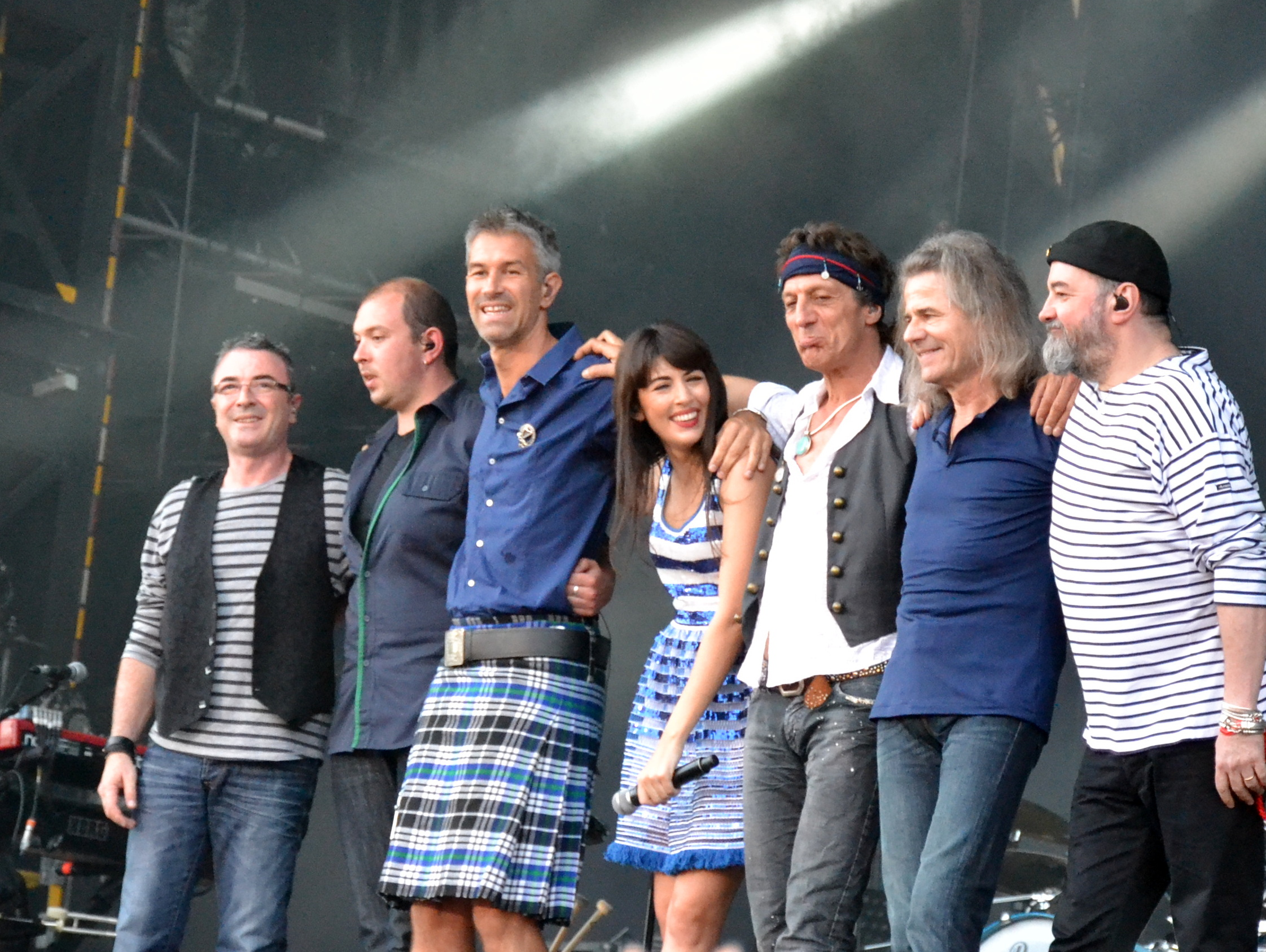
Équipage de la tournée Bretonne en 2012

- Tambours, percussion : Emre Ramazanoglu
- Flûte (whistle), cornemuses : Mike McGoldrick
- Guitares, bouzouki : John Parricellii
- Harpe celtique : Ruth Wall
- Claviers : Matt Johnson (25)
- Violon (fiddle) : John McCusker
- Programmations : Fabien Waltmann
- Mixage : Andy Bradfield

## Classements

### Classements hebdomadaires
| Classements hebdomadaires                   | Classements hebdomadaires |
| Classements (2010-2011)                     | Meilleure position        |
| ------------------------------------------- | ------------------------- |
| Belgique (Wallonie Ultratop)                | 1                         |
| France - Top Albums Fusionnés (SNEP)        | 1                         |
| France - Top Albums Physiques (SNEP)        | 1                         |
| France - Top Albums Téléchargés (SNEP)      | 1                         |
| Québec - Albums Francophones (ADISQ)        | 9                         |
| Suisse (Schweizer Hitparade)                | 20                        |
| Suisse (Schweizer Hitparade Romandie)       | 1                         |
| Monde (Global Chart Album)                  | 25                        |
| Classements (2012)                          | Meilleure position        |
| Allemagne (Offizielle Deutsche Charts)      | 13                        |
| Belgique - Mid price (Wallonie Ultratop)    | 1                         |
| France - Back Catalogue (SNEP)              | 1                         |
| Classements (2013)                          | Meilleure position        |
| Corée du Sud (Gaon)                         | 34                        |
| Corée du Sud - Albums internationaux (Gaon) | 9                         |
| États-Unis - World Albums (Billboard)       | 10                        |

### Classements annuels
| Classements annuels                      | Classements annuels |
| Classement (2010)                        | Meilleure position  |
| ---------------------------------------- | ------------------- |
| France - Top Albums Physiques (SNEP)     | 24                  |
| Classements (2011)                       | Meilleure position  |
| Belgique (Wallonie Ultratop)             | 3                   |
| France - Top Albums (SNEP)               | 2                   |
| France - Top Albums Téléchargés (SNEP)   | 7                   |
| Classement (2012)                        | Meilleure position  |
| Belgique - Mid price (Wallonie Ultratop) | 7                   |

## Ventes et certifications
| Pays      | Organisme           | Certification | Seuil            | Unités atteintes |
| --------- | ------------------- | ------------- | ---------------- | ---------------- |
| Allemagne | BVMI                | —             |                  | 85 000           |
| Belgique  | BEA                 | 2 × Platine   | 40 000 unités    | 40 000           |
| France    | SNEP                | 2 × Diamant   | 1 000 000 unités | 1 000 000        |
| France    | Bureau Export       | Platine       | 100 000 unités   | 141 100*         |
| Suisse    | Schweizer Hitparade | Or            | 10 000 unités    | 10 000           |

* La certification à l'export concerne ici les ventes de l'album en dehors de la France effectuées durant l'année 2012 uniquement.

## Sources